# Bitomus multipilis
Bitomus multipilis är en stekelart som beskrevs av Fischer 1990. Bitomus multipilis ingår i släktet Bitomus och familjen bracksteklar. Inga underarter finns listade.